# Millenniumbrug (Podgorica)
De Millenniumbrug (Montenegrijns: Мост Миленијум, Most Milenijum) is een brug in de Montenegrijnse hoofdstad Podgorica over de rivier Morača.
De brug is ontworpen door het Sloveense bedrijf Ponting in samenwerking met de Montenegrijnse ingenieur Mladen Ulićević en werd begin 2005 gebouwd door het Sloveense bedrijf Primorje. De brug werd geopend op 13 juli 2005, een nationale feestdag in Montenegro. De totale kosten bedroegen zeven miljoen euro.
De brug is 173 meter lang en de pyloon is 57 meter hoog. Het brugdek is opgehangen aan twaalf kabels bevestigd tussen de rijstroken. 24 kabels aan de andere zijde van de pyloon zorgen voor het tegengewicht. Een vierbaansweg (twee rijstroken per richting) met aan beide zijden een voet- en fietspad voeren over de brug. De brug verbindt Bulevar Ivana Crnojevića met het kruispunt van de wegen Serdara Jola Piletića, Jovana Tomaševića en 13 juli-straat in het centrum van de stad en verlicht daarmee de verkeersdruk op andere (oudere) bruggen in de stad.

## Bron
- Bruginformatie op Structurae.net